# Gnadenbild Maria Dorfen
Das Gnadenbild Maria Dorfen ist das Gnadenbild der Wallfahrtskirche Mariä Himmelfahrt in der Stadt Dorfen in Oberbayern.
Das Gnadenbild Maria Dorfen wurde um 1740 geschaffen zu einem Hochaltar, welcher von 1740 bis 1749 nach einem Entwurf aus 1728 von Egid Quirin Asam errichtet wurde. Das Gnadenbild zeigt eine sitzende Muttergottes mit dem Jesuskind auf dem Schoß. Der Altar wurde im Jahre 1868 durch einen Altar im neuromanischen Stil ersetzt. Von 1963 bis 1971 wurde der Hochaltar nach dem Entwurf von Asam rekonstruiert.

## Abbilder des Urbildes
in Berchtesgaden
- Altarbild am Hochaltar der Hilgerkapelle in Berchtesgaden

im Land Salzburg
- Altarbild am Hochaltar der Leprosenhauskirche in der Landespflegeanstalt Salzburg-Mülln[2]
- Bild aus der Schnurnkapelle aus der 1. Hälfte des 18. Jahrhunderts übertragen in die Pfarrkirche hl. Jakobus der Ältere in der Gemeinde Koppl[2]
- Bild in einer vergitterten Nische in einem Bildstock in Sighartstein in der Gemeinde Neumarkt am Wallersee[2]
- Bild am linken Seitenaltar aus 1732 in der Pfarrkirche hl. Laurentius in Piesendorf[2]
- Bild am linken Seitenaltar aus 1731 im Chor der Pfarrkirche Hll. Jakob und Martin in Rauris[2]
- Bild (in Verwahrung 1986) um 1725 in der Filialkirche hl. Margaretha in Schwarzenbach in der Gemeinde Uttendorf[2]
- Bild aus der Filialkirche Irrsdorf übertragen am linken Seitenaltar der Pfarrkirche hl. Martin in Strasswalchen[2]
- Bild aus der 1. Hälfte des 18. Jahrhunderts in der Filialkirche hl. Sebastian in Weyer in der Gemeinde Bramberg am Wildkogel[2]
- Bild an der südlichen Langhauswand der Michaelskirche am Residenzplatz in der linken Altstadt von Salzburg[2]
- Bild von Josef Rattensperger aus 1843 in der Wallfahrtskirche hl. Jakob der Ältere in Sankt Jakob am Thurn[2]
- Bild in der Kapelle Bayerham, Kapelle und Altar aus 1874, in der Gemeinde Seekirchen[2]